# Le Planquay
Le Planquay és un municipi francès situat al departament de l'Eure i a la regió de Normandia. L'any 2007 tenia 144 habitants.

## Demografia

### Població
El 2007 la població de fet de Le Planquay era de 144 persones. Hi havia 60 famílies de les quals 16 eren unipersonals (8 homes vivint sols i 8 dones vivint soles), 16 parelles sense fills, 20 parelles amb fills i 8 famílies monoparentals amb fills.
La població ha evolucionat segons el següent gràfic:
Habitants censats

### Habitatges
El 2007 hi havia 84 habitatges, 61 eren l'habitatge principal de la família, 21 eren segones residències i 2 estaven desocupats. Tots els 84 habitatges eren cases. Dels 61 habitatges principals, 51 estaven ocupats pels seus propietaris, 8 estaven llogats i ocupats pels llogaters i 2 estaven cedits a títol gratuït; 1 tenia dues cambres, 11 en tenien tres, 25 en tenien quatre i 24 en tenien cinc o més. 48 habitatges disposaven pel capbaix d'una plaça de pàrquing. A 36 habitatges hi havia un automòbil i a 19 n'hi havia dos o més.

### Piràmide de població
La piràmide de població per edats i sexe el 2009 era:
| Homes | Edats   | Dones |
| ----- | ------- | ----- |
| 0     | 95 o +  | 0     |
| 0     | 90 a 94 | 0     |
| 0     | 85 a 89 | 0     |
| 0     | 80 a 84 | 0     |
| 0     | 75 a 79 | 4     |
| 4     | 70 a 74 | 12    |
| 8     | 65 a 69 | 0     |
| 0     | 60 a 64 | 0     |
| 8     | 55 a 59 | 8     |
| 4     | 50 a 54 | 8     |
| 12    | 45 a 49 | 4     |
| 4     | 40 a 44 | 0     |
| 8     | 35 a 39 | 0     |
| 0     | 30 a 34 | 8     |
| 0     | 25 a 29 | 0     |
| 8     | 20 a 24 | 0     |
| 4     | 15 a 19 | 0     |
| 0     | 10 a 14 | 0     |
| 4     | 5 a 9   | 0     |
| 4     | 0 a 4   | 4     |

## Economia
El 2007 la població en edat de treballar era de 92 persones, 62 eren actives i 30 eren inactives. De les 62 persones actives 50 estaven ocupades (29 homes i 21 dones) i 12 estaven aturades (3 homes i 9 dones). De les 30 persones inactives 14 estaven jubilades, 4 estaven estudiant i 12 estaven classificades com a «altres inactius».

### Ingressos
El 2009 a Le Planquay hi havia 57 unitats fiscals que integraven 134 persones, la mediana anual d'ingressos fiscals per persona era de 17.809 €.

### Activitats econòmiques
Dels 5 establiments que hi havia el 2007, 1 era d'una empresa de construcció, 2 d'empreses de transport, 1 d'una empresa de serveis i 1 d'una entitat de l'administració pública.
L'únic servei als particulars que hi havia el 2009 era un guixaire pintor.
L'any 2000 a Le Planquay hi havia 11 explotacions agrícoles que ocupaven un total de 184 hectàrees.

## Poblacions més properes
El següent diagrama mostra les poblacions més properes.